# 焦万娜·斯科奇马罗
焦万娜·斯科奇马罗（義大利語：Giovanna Scoccimarro，1997年11月10日—），德国女子柔道运动员。她曾代表德国参加2020年夏季奥林匹克运动会柔道比赛，获得混合团体铜牌。